# Albert De Vijfde Musketier
Albert De Vijfde Musketier (in andere talen: Albert le 5ème Mousquetaire en Albert The Fifth Musketeer) is een Frans-Canadese animatieserie voor kinderen uit 1993.
De televisieserie is een persiflage op het verhaal van De Drie Musketiers, die volgens het oorspronkelijke verhaal echter met zijn vieren waren: Aramis, Athos, Porthos en hun aanvoerder D'Artagnan. In de tv-serie is Albert de vijfde musketier. Hij is klein van stuk, maar zeer verstandig en maakt vaak verschillende uitvindingen waarmee hij de slechteriken altijd te snel af is.
Het programma was in Nederland van 5 maart 1994 tot 2 september 1995 te zien bij de Nederlandse Publieke Omroep als onderdeel van het kinderprogramma Alles Kits van AVRO, KRO en NCRV. Het werd herhaald op Kindernet (later Net5) van 2 november 1996 tot 29 april 2001 en van januari tot april 2002.

## Stemmen
De Nederlandse stemmen bij de serie werden onder andere verzorgd door:
- Johnny Kraaykamp jr. (Albert)
- Stan Limburg (D'Artagnan)
- Hans Karsenbarg (Athos)
- Jan Anne Drenth (Porthos)
- Filip Bolluyt (Aramis)
- Rudi Falkenhagen (M. de Tréville)
- Edward Reekers (Koning Lodewijk XIII)
- Barbara Dicker (Koningin Anna)
- Paul van Gorcum (Kardinaal de Richelieu)
- Lucie de Lange (Milady de Winter)